# هوارد مومفورد جونز
هوارد مومفورد جونز (بالإنجليزية: Howard Mumford Jones)‏ (و. 1892 – 1980 م) هو عالم أدبيات، من الولايات المتحدة الأمريكية، ولد في ساغيناو، توفي في كامبريدج، ماساتشوستس، عن عمر يناهز 88 عاماً.

## مناصب وهيئات
أدار جامعة هارفارد.

## جوائز
حصل على جوائز منها:
- زمالة غوغنهايم
- جائزة بوليتزر عن فئة الأعمال غير الخيالية
- جائزة رالف والدو إمرسون [الإنجليزية]‏.

## روابط خارجية
- هوارد مومفورد جونز على موقع ديسكوغز (الإنجليزية)